# Stille Hilfe
Stille Hilfe är en organisation grundad av Elizabeth von Isenburg 1951 med syftet att hjälpa SS-soldater på flykt eller satta i fängelse. Namnet är en förkortning av Die Stille Hilfe für Kriegsgefangene und Internierte (tyska för "tyst hjälp till krigsfångar och internerade personer") som var organisationens ursprungliga benämning.

## Historik

### Före grundandet

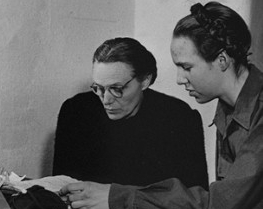
Ledande medlemmar, Gudrun Burwitz (höger) med sin mamma Margarete under Nürnbergprocessen, 1945.

År 1946 började nazistsympatisörer spontant hjälpa flyende nazister, att komma undan de allierades rättegångar, under flykt, under rättegång samt i fängelse efter verkställt fängelsestraff. Herbert Kappler, Adolf Eichmann, Johann von Leers (SS chefsideolog), Walter Rauff, Josef Mengele, Josef Schwammberger, Klaus Barbie, Heinrich Müller och Erich Priebke är exempel på personer som sägs ha erhållit hjälp.
Alois Hudal, biskop i Rom, hjälpte med flykt genom ett nätverk av kloster kallat "klosterrutten" ("råttlinjen"). Flyktrutten nordöver gick genom Sverige där Lili Hamilton och Per Engdahl ledde Stille Hilfe. Det amerikanska kontraspionaget CIC (Counter Intelligence Corps) anställde en del före detta militärer från Tyskland, vilket även andra västerländska länder gjorde.
Även de som fångats in fick hjälp, exempelvis Nürnbergprocessen. Stille Hilfe försökte då skapa en opinion för att de anklagade inte skulle dömas till döden.

### Grundad
7 oktober 1951 i München hölls ett första möte. 15 november samma år registrerades organisationen.
År 1951 blev Gudrun Burwitz (Heinrich Himmlers dotter) medlem i organisationen Stille Hilfe. Hon blev därefter organisationens ansikte utåt.
Sammanslutningen är aktiv än idag, men den blir allt mindre aktiv med åren då antalet veteraner som är vid liv minskar. Initialt fanns flera hundra aktiva men nu är det ett fåtal. Omfattningen är inte känd utanför sammanslutningen.
I november 2001 firade "Stille Hilfe" sitt 50-årsjubileum.

## Kritik mot Stille Hilfe
Flera nynazistiska organisationer stödjer Stille Hilfe. Sammanslutningen har kritiseras för att ta emot pengar av dessa organisationer. Stille Hilfe kritiserades också då de vid nynazistledaren Michael Kühnens begravning 1991 lade ner en krans med SS motto.
Under sitt engagemang i Stille Hilfe har Gudrun Burwitz bland annat uppmärksammats för sitt stöd åt Anton Malloth, chef för Gestapo-fängelset "Lilla fästningen" i Theresienstadt 1940–1945 . Han utlämnades till Västtyskland 1988 och dömdes till livstids fängelse 2001 efter en långvarig rättegång. Under åren 1988–2001 såg Gudrun Burwitz till att han kunde vistas på ett exklusivt vilohem i Pullach utanför München. Affären väckte stor uppståndelse i Tyskland, bland annat efter att det visat sig att vilohemmets lokaler tidigare hade varit Rudolf Hess egendom samt att vistelsen till stor del finansierats med offentliga medel.